# Међународни дан борбе против насиља и малтретирања у школи, укључујући малтретирање путем интернета
Међународни дан борбе против насиља и малтретирања у школама, укључујући малтретирање путем интернета (енгл. International day against violence and bullying at school including cyberbullying) је празник Организације УН за образовање, науку и културу (Унеско) који се обележава сваке године првог четвртка у новембру. 
Значајан број деце и адолесцената широм света суочава се са насиљем у школама и малтретирањем, укључујући и малтретирање путем интернета, што утиче на њихово здравље, добробит и образовање.
Овај Међународни дан одредиле су државе чланице Унеска 2019. године, а први пут је одржан у новембру 2020.
Према УНИЦЕФ-у, свака трећа млада особа у 30 земаља била је жртва онлајн малтретирања (анкета из 2019) , а половина ученика узраста од 13 до 15 година доживљава вршњачко насиље у школи (извештај из 2018). 
Показало се да на децу која доживљавају дигитално малтретирање оно негативно утиче на академска постигнуц́а, ментално здравље и квалитет живота. Деца која су често злостављана путем интернета су у ситуацији да се осећају искључено у школи, да је велика вероватноћа да ће попустити у школи да имају већу тенденцију напуштања формалног образовања након завршетка средње школе.
У 67 земаља, телесно кажњавање је и даље дозвољено у школама. 
Међународни дан УНЕСКО-а подсећа људе да насиље у школама крши право деце и адолесцената на образовање, здравље и добробит. Циљ је позвати међународну заједницу, цивилно друштво (укључујући родитеље, ученике и наставнике), технолошку индустрију, образовну заједницу и образовне власти да узму учешће у борби против насиља и малтретирања у школи. 
Овог дана се позивају сви да узму учешће у спречавању свих облика насиља и неговању безбедног окружења за учење, тако важног за здравље, благостање и учење деце и омладине.

## Догађаји

### 2022
Међународни дан борбе против насиља и малтретирања у школи, укључујући малтретирање путем интернета организован 2022. године нагласило је улогу наставника у томе да школе буду безбедна места за све. Међународни семинар о улози наставника у превенцији и решавању школског насиља и малтретирања под називом „Не на мом часу“ организован је у седишту Унеска. 

### 2023
Међународни дан борбе против насиља и малтретирања у школи, укључујући малтретирање путем интернета организован 2023. године обележен је догађајима под темом „Нема места за страх: окончање насиља у школи ради бољег менталног здравља и учења“. 